# Брезовица (Загреб)
Брезовица је насеље и градска четврт у Граду Загребу.
Брезовица, као градска четврт Града Загреба, простире се на површини од 127,4 km² и обухвата 20 самосталних насеља. Према попису становништа из 2001. године градска четврт Брезовица има 10.884 становника.

## Становништво
На попису становништва 2011. године, Брезовица је имала 594 становника.

## Попис1991.
На попису становништва 1991. године, насељено место Брезовица је имало 398 становника, следећег националног састава:
| Попис 1991.‍  | Попис 1991.‍  | Попис 1991.‍ | Попис 1991.‍ | Попис 1991.‍ |
| ------------ | ------------ | ----------- | ----------- | ----------- |
|              |              |             |             |             |
| Хрвати       | Хрвати       |             | 363         | 91,20%      |
| Срби         | Срби         |             | 9           | 2,26%       |
| Муслимани    | Муслимани    |             | 8           | 2,01%       |
| Албанци      | Албанци      |             | 3           | 0,75%       |
| Словенци     | Словенци     |             | 1           | 0,25%       |
| неопредељени | неопредељени |             | 1           | 0,25%       |
| непознато    | непознато    |             | 13          | 3,26%       |
| укупно: 398  |              |             |             |             |

## Спорт
У Брезовици дјелује рвачки клуб „Хрватски драговољац“.